# Halit Refiğ
Halit Refiğ, né le 5 mars 1934 à Izmir et mort le 11 octobre 2009 à Istanbul, est un réalisateur et scénariste turc. Il est considéré comme l'un des pionniers de la série télévisée en Turquie. 

## Biographie
Né à Izmir, dans la région égéenne, en 1934 dans une famille d'industriels, il entame des études d'ingénierie à l'Université du Bosphore (anciennement Robert College) à Istanbul mais ne les termine pas. Il décide finalement de devenir réalisateur en 1951. Sous les conseils de quelques-uns de ses amis, il décide d’aller en Angleterre et y reste pendant quatre mois. Ce voyage lui permet d’apprendre les fondements théoriques et pratiques de la réalisation cinématographique. Il retourne en Turquie pour commencer son service militaire et part en Corée pour servir l’armée turque en 1953 en tant que communicant avec les États-Unis. C'est là-bas et ses alentours qu'il tourne ses premiers films amateurs sur la vie des soldats turcs. À son retour, il est embauché comme rédacteur dans la section cinéma du magazine Akis (à cette époque, ce magazine était l’équivalent du Time en Turquie). Ce poste lui permet d'entrer en contact avec des figures emblématiques du cinéma turc. Ainsi, vers la fin des années 1950, il devient l’assistant de plusieurs réalisateurs emblématiques comme Atıf Yılmaz. C’est en 1961 qu’il réalise son premier long-métrage, intitulé Yasak Aşk (« Amour interdit » en français), et continue de réaliser des films et des séries télévisées jusqu’au début des années 2000. Il meurt en 2009 d'un cholangiocarcinome.

## Filmographie

### Réalisateur
- 1961 : Yasak Aşk
- 1963 : Şehirdeki Yabancı
- 1963 : Şafak Bekçileri
- 1964 : Gurbet Kuşları
- 1965 : Haremde Dört Kadın
- 1966 : Karakolda Ayna Var
- 1969 : Bir Türke Gönül Verdim
- 1970 : Adsız Cengaver
- 1972 : Fatma Bacı
- 1973 : Vurun Kahpeye
- 1982 : Leyla ile Mecnun
- 1986 : Teyzem
- 1987 : Kurtar beni
- 1989 : Hanım
- 1990 : Karılar Koğuşu
- 1991 : İki Yabancı
- 1996 : Köpekler Adası

### Producteur
- 1964 : İstanbul'un Kızları
- 1965 : Canım Sana Feda
- 1991 : İki Yabancı

## Distinctions
- 1964 : Orange d'or du meilleur film et du meilleur réalisateur au Festival du film d'Antalya pour Gurbet Kuşları
- 1989 : Orange d'or du meilleur réalisateur au Festival du film d'Antalya pour Hanım